# Jarmila Trojková
Jarmila Trojková, coniugata Šulcová (Ostrava, 10 novembre 1935), è un'ex cestista cecoslovacca.

## Carriera
Con la Cecoslovacchia ha disputato due edizioni dei Campionati mondiali (1957, 1959) e due dei Campionati europei (1958, 1960).